# Карл Хайнрих Фабиан фон Райхенбах-Гошюц
Карл Хайнрих Фабиан фон Райхенбах-Гошюц (на немски: Carl Heinrich Fabian Graf von Reichenbach-Goschütz; * 26 ноември 1746, Гошюц, Долносилезко войводство, Полша; † 24 април 1828, Цесел, район Олешница) е граф на Райхенбах в Силезия.

## Произход
Той е вторият син на граф Хайнрих Леополд фон Райхенбах-Гошюц (1705 – 1775), свободен и племенен господар на Гошюц, „генерален наследствен пощенски-майстер“ на Силезия, и третата му съпруга принцеса Амалия Мария/Мариана Анна фон Шьонайх-Каролат (1718 – 1790), сестра на втората му съпруга принцеса Фридерика Шарлота фон Шьонайх-Каролат (1720 – 1741), дъщеря на княз Ханс Карл цу Каролат-Бойтен (1689 – 1763) и бургграфиня и графиня Амалия фон Дона-Шлодиен (1689 – 1763). Брат е на Фридрих Хайнрих Емил фон Райхенбах-Гошюц (1745 – 1795) и полубрат на Хайнрих Густаф Готлоб фон Райхенбах-Гошюц (1731 – 1790), свободен и племенен господар на Гошюц, генерален наследствен постмайстер на Силезия, Кристоф Хайнрих фон Райхенбах-Гошюц (1733 – 1772), пруски полковник-лейтенат, и Хайнрих Леополд фон Райхенбах (1733 – 1805).
Фамилията му е значима и влиятелна протестантска магнат-фамилия в Силезия, свободен и племенен господар на Гошюц, „генерален наследствен пощенски-майстер“ на Силезия. Гошюц е издигнат през 1752 г. от пруския крал на „Свободно племенно господство“.
Карл Хайнрих Фабиан умира на 24 април 1828 г. на 81 години в Цесел (Ciesle), Олешнишки окръг, Полша.

## Фамилия
Първи брак: на 16 юни 1772 г. във Фридланд с графиня Улрика Луиза Елизабет фон Бургхаус (* 30 август 1752, Фридланд; † 8 май 1783, Бодланд), дъщеря на граф Николаус Вилхелм фон Бургхаус (* 1722) и графиня Беата Максимилиана фон Пюклер. Те имат осем деца:
- Емилия Беата фон Райхенбах (* 27 април 1773, Фридланд; † 24 януари 1855, Вилдшюц), омъжена на 11 август 1797 г. в Цесел за граф Фридрих Лудвиг Сигизмунд фон Пфайл и Клайн-Елгут (* 3 ноември 1769, Клойч; † 14 май 1844, Вилдшюц)
- Улрика Фридерика фон Райхенбах (* 26 юни 1774, Бодцановиц; † 29 януари 1857, Кросен), пмъжена на 16 август 1802 г. в Полниш-Вюрбиц за граф Карл фон Шверин (* 17 май 1760, Валслебен; † 28 август 1832, Опелн)
- Хайнрих Вилхелм фон Райхенбах (* 25 май 1776; † юли 1781)
- Хенриета Елизабет фон Райхенбах (* декември 1777; † 28 юни 1778)
- Карл Хайнрих Фабиан фон Райхенбах (* 12 ноември 1778, Бодцановиц; † 8 май 1820, Опелн), неженен
- Хайнрих Ердман фон Райхенбах (* 18 февруари 1780, Бодцановиц; † 4 април 1817, Бреслау), женен на 21 октомври 1811 г. в Олберсдорф за фрайин Каролина фон Зехер-Тос (* 1796; † 1854, Бреслау)
- Фридерика Каролина фон Райхенбах (* март 1781; † август 1781)
- Фердинанд фон Райхенбах (* март 1783; † 1783)

Втори брак: Карл Хайнрих Фабиан фон Райхенбах-Гошюц се жени втори път на 18 май 1784 г. в Гошюц за графиня Кристина Августа Шарлота фон Райхенбах-Гошюц (* 26 февруатри 1760, Ебелебен; † 30 април 1814, Цесел), дъщеря на полубрат му граф Хайнрих Густаф Готлоб фон Райхенбах-Гошюц (1731 – 1790) и принцеса Шарлота Августа фон Шварцбург-Зондерсхаузен (1732 – 1774), дъщеря на принц Август I фон Шварцбург-Зондерсхаузен (1691 – 1750) и принцеса Шарлота София фон Анхалт-Бернбург (1696 – 1762). Те имат десет деца:
- Хенриета Фридерика Августа фон Райхенбах (* 14 февруари 1785, Бодланд; † 14 февруари 1839, Берлин), омъжена на 10 юни 1801 г. в Цесел за бургграф и граф Вилхелм Август Готлоб фон Дона-Шлодиен (* 15 декември 1769, Коценау; † 3 януари 1837, Коценау)
- Хайнрих Карл фон Райхенбах (* 13 юли 1787, Бодланд; † 30 юни 1825, Богуславиц), женен на 15 февруари 1819 г. в Гошюц за първата си братовчедка графиня Аделхайд фон Райхенбах-Гошюц (* 24 февруари 1797, Гошюц; † 2 октомври 1869), дъщеря на граф Хайнрих Леополд Готлоб фон Райхенбах-Гошюц (1768 – 1816) и графиня Йохана Франциска фон Золмс-Барут (1776 – 1840)
- Кристина Катарина Вилхелмина фон Райхенбах (* 4 октомври 1788, Бодланд; † Нойгут), омъжена на 16 юни 1809 г. в Цесел за Карл Евалд фон Масов (* 1783)
- Хайнрих Август Албрехт фон Райхенбах (* 1 август 1789, Цесел; † 16 февруари 1879, Полниш-Вюрбиц), женен на 21 декември 1815 г. в Берлин за Вилхелмина Хай (* 30 май 1792, Берлин; † 30 януари 1848, Бреслау)
- Каролина Хенриета Паулина фон Райхенбах (* 14 януари 1791, Цесел; † 18 юли 1881, Бреслау), омъжена на 17 октомври 1820 г. в Цесел за фрайхер Фридрих Вилхелм Леополд фон Гауди (* 28 април 1765, Дотен, Източна Прусия; † 21 септември 1823, Гьорбич)
- Вилхелмина София Каролина фон Райхенбах (* 27 април 1795, Цесел; † 1 ноември 1845, Бреслау), омъжена на 31 май 1814 г. в Цесел за Мориц фон Тайхман и Логишен (* 13 април 1790, Ото-Лангендорф; † 5 юни 1845, Фрайхан)
- Евгения Корона София фон Райхенбах (* 13 май 1797, Цесел; † 10 октомври 1867, Бреслау), омъжена на 29 ноември 1820 г. в Цесел за граф Лудвиг Август Леополд фон Шверин (* 16 септември 1794, Берлин; † 31 януари 1863, Бреслау)
- Леополд Готлоб фон Райхенбах (* 24 февруари 1797, Гошюц; † 2 октомври 1869, Дрезден), неженен
- Готлиб Хайнрих Бонавентура фон Райхенбах (* 9 юни 1799, Цесел; † 15 ноември 1799, Цесел)
- Шарлота Амалия Отилия фон Райхенбах (* 16 октомври 1800, Полниш-Вюрбиц; † 5 октомври 1842, Бриг), омъжена на 25 юни 1832 г. в Бреслау за Карл Хайнрих Ернст Килман (* 29 юли 1801, Браунау, Кр. Льовенберг; † 14 август 1847, Бреслау)